# Tiro nos Jogos Olímpicos de Verão de 2016 - Pistola livre 50 m masculino
A prova da pistola livre a 50 m masculino do tiro nos Jogos Olímpicos de Verão de 2016 decorreu a 10 de agosto de 2016 no Centro Olímpico de Tiro.

## Formato da competição
Foram disputadas duas rondas: na qualificação, cada atirador fez 60 disparos com uma pistola a 50 metros do alvo. As pontuações subiram um ponto por cada tiro, até um máximo de dez.
Os oito melhores foram apurados para a final, onde fizeram mais 20 tiros. A pontuação aumentou em 0.1, até à pontuação máxima de 10.9.

## Medalhistas
O campeão olímpico foi, pela terceira vez consecutiva, o sul-coreano Jin Jong-oh, que superou Hoàng Xuân Vinh (Vietnã). Kim Song-guk, da Coreia do Norte, foi bronze.
| Ouro   | KOR Jin Jong-oh     |
| Prata  | VIE Hoàng Xuân Vinh |
| Bronze | PRK Kim Song-guk    |

## Recordes
Antes do evento, estes eram os recordes olímpicos e mundiais:
| Qualificação     | Qualificação        | Qualificação | Qualificação | Qualificação          | Qualificação |
| Tipo             | Atirador            | Pontos       | Local        | Data                  |              |
| ---------------- | ------------------- | ------------ | ------------ | --------------------- | ------------ |
| Recorde mundial  | Jin Jong-oh         | 583          | Granada      | 9 de setembro de 2014 |              |
| Recorde olímpico | Alexander Melentyev | 581          | Moscovo      | 20 de julho de 1980   |              |

| Final            | Final                                          | Final                                          | Final                                          | Final                                          | Final |
| Tipo             | Atirador                                       | Pontos                                         | Local                                          | Data                                           |       |
| ---------------- | ---------------------------------------------- | ---------------------------------------------- | ---------------------------------------------- | ---------------------------------------------- | ----- |
| Recorde mundial  | Jin Jong-oh                                    | 200.7                                          | Granada                                        | 7 de julho de 2013                             |       |
| Recorde olímpico | As regras mudaram desde as últimas Olimpíadas. | As regras mudaram desde as últimas Olimpíadas. | As regras mudaram desde as últimas Olimpíadas. | As regras mudaram desde as últimas Olimpíadas. |       |

Os seguintes recordes foram estabelecidos durante a competição:
| Data                 | Fase  | Atirador    | País          | Pontos | Recorde          |
| -------------------- | ----- | ----------- | ------------- | ------ | ---------------- |
| 10 de agosto de 2016 | Final | Jin Jong-oh | Coreia do Sul | 193.7  | Recorde olímpico |

## Resultados

### Qualificação
Estes foram os resultados da fase inicial:
| Pos. | Atirador            | País                | 1  | 2  | 3  | 4  | 5  | 6  | Total | Inner 10s | Shoot-off | Notas |
| ---- | ------------------- | ------------------- | -- | -- | -- | -- | -- | -- | ----- | --------- | --------- | ----- |
| 1    | Jin Jong-oh         | KOR Coreia do Sul   | 95 | 95 | 91 | 95 | 94 | 97 | 567   | 12        |           | Q     |
| 2    | Pang Wei            | CHN China           | 97 | 91 | 95 | 94 | 95 | 93 | 565   | 11        |           | Q     |
| 3    | Han Seung-woo       | KOR Coreia do Sul   | 93 | 95 | 97 | 95 | 90 | 92 | 562   | 8         |           | Q     |
| 4    | Vladimir Gontcharov | RUS Rússia          | 86 | 92 | 96 | 96 | 96 | 91 | 557   | 13        |           | Q     |
| 5    | Kim Song-guk        | PRK Coreia do Norte | 91 | 92 | 94 | 92 | 94 | 94 | 557   | 8         |           | Q     |
| 6    | Hoàng Xuân Vinh     | VIE Vietnã          | 90 | 93 | 91 | 92 | 96 | 94 | 556   | 11        |           | Q     |
| 7    | Pavol Kopp          | SVK Eslováquia      | 92 | 93 | 94 | 91 | 93 | 93 | 556   | 8         |           | Q     |
| 8    | Wang Zhiwei         | CHN China           | 94 | 95 | 91 | 95 | 88 | 93 | 556   | 5         |           | Q     |
| 9    | Pablo Carrera       | ESP Espanha         | 88 | 96 | 90 | 93 | 92 | 96 | 555   | 12        |           |       |
| 10   | Will Brown          | USA Estados Unidos  | 92 | 89 | 94 | 91 | 94 | 95 | 555   | 6         |           |       |
| 11   | João Costa          | POR Portugal        | 93 | 91 | 94 | 91 | 96 | 89 | 554   | 11        |           |       |
| 12   | Jitu Rai            | IND Índia           | 92 | 95 | 90 | 94 | 95 | 88 | 554   | 9         |           |       |
| 13   | Rashid Yunusmetov   | KAZ Cazaquistão     | 92 | 94 | 91 | 93 | 91 | 92 | 553   | 8         |           |       |
| 14   | Jay Shi             | USA Estados Unidos  | 92 | 91 | 89 | 95 | 94 | 92 | 553   | 7         |           |       |
| 15   | Tsotne Machavariani | GEO Geórgia         | 92 | 91 | 95 | 91 | 93 | 90 | 552   | 11        |           |       |
| 16   | Dimitrije Grgić     | SRB Sérvia          | 91 | 94 | 93 | 90 | 93 | 91 | 552   | 8         |           |       |
| 17   | Ye Tun Naung        | MYA Mianmar         | 90 | 94 | 90 | 91 | 94 | 93 | 552   | 4         |           |       |
| 18   | Damir Mikec         | SRB Sérvia          | 89 | 90 | 93 | 91 | 94 | 94 | 551   | 7         |           |       |
| 19   | Tomoyuki Matsuda    | JPN Japão           | 93 | 91 | 92 | 89 | 94 | 91 | 550   | 12        |           |       |
| 20   | Atallah Al-Anazi    | KSA Arábia Saudita  | 92 | 86 | 92 | 92 | 96 | 91 | 550   | 11        |           |       |
| 21   | Oleh Omelchuk       | UKR Ucrânia         | 92 | 93 | 88 | 95 | 90 | 92 | 550   | 10        |           |       |
| 22   | Yusuf Dikeç         | TUR Turquia         | 90 | 92 | 94 | 91 | 94 | 89 | 550   | 10        |           |       |
| 23   | Denis Koulakov      | RUS Rússia          | 92 | 92 | 90 | 93 | 87 | 94 | 548   | 9         |           |       |
| 24   | Kim Jong-su         | PRK Coreia do Norte | 89 | 89 | 91 | 94 | 93 | 92 | 548   | 8         |           |       |
| 25   | Prakash Nanjappa    | IND Índia           | 85 | 90 | 91 | 93 | 95 | 93 | 547   | 10        |           |       |
| 26   | Giuseppe Giordano   | ITA Itália          | 93 | 89 | 91 | 91 | 90 | 93 | 547   | 4         |           |       |
| 27   | Jorge Grau          | CUB Cuba            | 89 | 90 | 92 | 95 | 89 | 91 | 546   | 6         |           |       |
| 28   | Daniel Repacholi    | AUS Austrália       | 90 | 91 | 92 | 94 | 89 | 89 | 545   | 10        |           |       |
| 29   | İsmail Keleş        | TUR Turquia         | 89 | 90 | 90 | 93 | 90 | 92 | 544   | 5         |           |       |
| 30   | Júlio Almeida       | BRA Brasil          | 88 | 90 | 91 | 90 | 90 | 93 | 542   | 7         |           |       |
| 31   | Trần Quốc Cường     | VIE Vietnã          | 92 | 86 | 92 | 86 | 94 | 92 | 542   | 6         |           |       |
| 32   | Samuil Donkov       | BUL Bulgária        | 91 | 89 | 91 | 86 | 88 | 96 | 541   | 6         |           |       |
| 33   | Juraj Tužinský      | SVK Eslováquia      | 87 | 86 | 95 | 93 | 91 | 89 | 541   | 5         |           |       |
| 34   | Miklós Tátrai       | HUN Hungria         | 89 | 92 | 92 | 91 | 90 | 85 | 539   | 4         |           |       |
| 35   | Marko Carrillo      | PER Peru            | 91 | 94 | 93 | 79 | 90 | 89 | 536   | 6         |           |       |
| 36   | Vladimir Issachenko | KAZ Cazaquistão     | 88 | 87 | 92 | 88 | 93 | 88 | 536   | 4         |           |       |
| 37   | Johnathan Wong      | MAS Malásia         | 90 | 89 | 91 | 86 | 87 | 92 | 535   | 4         |           |       |
| 38   | Samy Abdel Razek    | EGY Egito           | 82 | 94 | 90 | 87 | 90 | 91 | 534   | 6         |           |       |
| 39   | Felipe Wu           | BRA Brasil          | 92 | 88 | 87 | 88 | 89 | 89 | 533   | 3         |           |       |
| 40   | David Muñoz         | PAN Panamá          | 86 | 91 | 86 | 91 | 88 | 86 | 528   | 9         |           |       |
| 41   | Rudolf Knijnenburg  | BOL Bolívia         | 89 | 89 | 85 | 84 | 87 | 88 | 522   | 4         |           |       |

### Final
Estes foram os resultados da fase final:
| Pos.              | Atirador                | 1    | 2    | 3    | 4    | 5    | 6    | 7    | 8    | 9    | 10   | 11   | 12   | 13   | 14   | 15   | 16   | 17   | 18   | 19   | 20  | Final | Notas            |
| ----------------- | ----------------------- | ---- | ---- | ---- | ---- | ---- | ---- | ---- | ---- | ---- | ---- | ---- | ---- | ---- | ---- | ---- | ---- | ---- | ---- | ---- | --- | ----- | ---------------- |
| Medalha de ouro   | KOR Jin Jong-oh         | 9.1  | 8.9  | 10.0 | 9.6  | 9.7  | 10.1 | 10.0 | 8.5  | 6.6  | 9.6  | 10.4 | 10.3 | 9.8  | 10.7 | 10.5 | 10.0 | 10.4 | 10.2 | 10.0 | 9.3 | 193.7 | Recorde olímpico |
| Medalha de prata  | VIE Hoàng Xuân Vinh     | 10.4 | 9.0  | 9.3  | 8.9  | 10.6 | 9.7  | 9.4  | 10.2 | 9.9  | 9.5  | 10.5 | 9.9  | 9.8  | 9.7  | 10.0 | 9.3  | 9.4  | 9.1  | 8.5  | 8.2 | 191.3 |                  |
| Medalha de bronze | PRK Kim Song-guk        | 9.7  | 10.2 | 9.9  | 9.3  | 10.9 | 10.3 | 8.7  | 9.4  | 9.3  | 8.9  | 10.6 | 10.0 | 9.7  | 8.4  | 9.0  | 9.5  | 9.2  | 9.8  | —    | —   | 172.8 |                  |
| 4                 | KOR Han Seung-woo       | 9.4  | 8.4  | 10.0 | 8.1  | 9.9  | 10.1 | 8.7  | 10.3 | 10.5 | 9.0  | 9.8  | 7.9  | 10.4 | 8.1  | 10.2 | 10.2 | —    | —    | —    | —   | 151.0 |                  |
| 5                 | CHN Wang Zhiwei         | 10.1 | 10.0 | 9.2  | 9.1  | 9.6  | 10.1 | 10.3 | 8.1  | 8.8  | 10.0 | 7.2  | 8.7  | 9.7  | 8.5  | —    | —    | —    | —    | —    | —   | 129.4 |                  |
| 6                 | RUS Vladimir Gontcharov | 8.1  | 10.3 | 8.1  | 8.4  | 9.8  | 10.2 | 10.3 | 9.3  | 10.0 | 9.5  | 7.8  | 9.2  | —    | —    | —    | —    | —    | —    | —    | —   | 111.0 |                  |
| 7                 | SVK Pavol Kopp          | 7.6  | 10.0 | 9.4  | 10.3 | 10.5 | 8.4  | 9.8  | 10.3 | 8.0  | 7.1  | —    | —    | —    | —    | —    | —    | —    | —    | —    | —   | 91.4  |                  |
| 8                 | CHN Pang Wei            | 7.3  | 9.7  | 10.4 | 8.6  | 8.0  | 8.3  | 7.2  | 7.7  | —    | —    | —    | —    | —    | —    | —    | —    | —    | —    | —    | —   | 67.2  |                  |

Legenda
| Recorde mundial      | Recorde mundial (World record)               |                       | Recorde africano                      | Recorde africano (African) |                                           | Q | Classificado por posição (Qualified) |
| Recorde olímpico     | Recorde olímpico (Olympic record)            | Recorde da América    | Recorde da América (Americas)         | q                          | Classificado por melhor tempo (Qualified) |   |                                      |
| Melhor marca do ano  | Melhor marca do ano (World leading)          | Recorde asiático      | Recorde asiático (Asian)              | DNS                        | Não largou (Did not start)                |   |                                      |
| Recorde nacional     | Recorde nacional (National record)           | Recorde europeu       | Recorde europeu (European)            | DNF                        | Não terminou (Did not finish)             |   |                                      |
| Recorde pessoal      | Recorde pessoal do atleta (Personal best)    | Recorde da Oceania    | Recorde da Oceania (Oceania)          | DSQ / DQ                   | Desclassificado (Disqualified)            |   |                                      |
| Recorde da temporada | Recorde da temporada do atleta (Season best) | Recorde sul-americano | Recorde sul-americano (South America) | NM                         | Sem marca (No mark)                       |   |                                      |